# Christian Dalger
Christian Dalger (Nîmes, 19 dicembre 1949 – 1º luglio 2023) è stato un calciatore e allenatore di calcio francese, di ruolo attaccante.

## Palmarès

### Giocatore
- Campionato francese: 1

Monaco: 1977-1978
- Coppa di Francia: 1

Monaco: 1980